# Maik Wagefeld
Maik Wagefeld (* 25. Februar 1981 in Riesa) ist ein ehemaliger deutscher Fußballspieler, der zuletzt  Juli 2011 bis Juli 2014 beim Halleschen FC unter Vertrag stand.

## Karriere
Wagefeld, der gelernter Einzelhandelskaufmann ist, erlernte in den Jugendmannschaften der ESV Lokomotive Riesa (1987 bis 1990), der BSG Stahl Riesa (1990 bis 1994) und der SG Dynamo Dresden (1994 bis 2000) das Fußballspielen.
Seine Karriere als Profi begann daraufhin in der Saison 1999/2000 bei Dynamo Dresden. In seiner ersten Saison wurde er in der zweiten Saisonhälfte in 13 Spielen in der drittklassigen Regionalliga Nord/Ost eingesetzt und erreichte mit Dynamo den 8. Tabellenplatz. Aufgrund der anstehenden Regionalligareform war diese Platzierung jedoch mit einem Abstieg in die viertklassige Oberliga Nordost-Süd verbunden. In den kommenden Spielzeiten von 2000 bis 2002 in dieser Liga kam er auf insgesamt 62 Einsätze, in denen er drei Tore erzielte. Im Sommer 2002 stieg Maik Wagefeld mit Dynamo Dresden nach zwei Relegationsspiele gegen die Reservemannschaft von Hertha BSC in die seinerzeit drittklassige Regionalliga Nord auf. In dieser erzielte Wagefeld bis Sommer 2006 weitere 14 Tore in insgesamt 61 Spielen für Dresden und trug damit auch zum Aufstieg Dynamos in die 2. Bundesliga bei.
In der Sommerpause 2004 wechselte Wagefeld zum Bundesligisten 1. FC Nürnberg, bei dem er nach zwei Toren in 21 Einsätzen während der Saison 2004/05 in der Hinrunde der Saison 2005/06 nur noch zu drei Kurzeinsätzen kam und auf Leihbasis zurück nach Dresden wechselte. Dort absolvierte er 14 Einsätze in der 2. Bundesliga und erzielte zwei Tore; letztlich stieg Dresden jedoch in die Regionalliga ab.
Zur Saison 2006/07 wechselte Wagefeld zum Zweitligisten Hansa Rostock, wo er lediglich zu elf Einsätzen kam. Vor Saisonbeginn 2007/08 wurde Wagefeld vom dortigen Trainer Frank Pagelsdorf die sofortige Freigabe für einen Vereinswechsel erteilt, da er nicht mehr mit ihm plante. Daraufhin kehrte Wagefeld am 6. August 2007 zum zweiten Mal zu Dynamo Dresden zurück. In der Saison 2007/08 gelang ihm mit Dynamo die Qualifikation zur neu gegründeten 3. Liga. Am 23. April 2009 verlängerte Wagefeld seinen Vertrag bei Dynamo Dresden um drei weitere Jahre bis 2012, spielte jedoch nach einem Streit mit dem damaligen Trainer Matthias Maucksch ab Sommer 2010 ausschließlich für die Reservemannschaft.
In der Sommerpause 2011 wechselte Wagefeld ablösefrei zum Halleschen FC in die nunmehr viertklassige Regionalliga, nachdem sein Vertrag bei Dynamo Dresden vorzeitig aufgelöst worden war. Er unterschrieb einen Zweijahresvertrag bis zum 30. Juni 2013 und avancierte unter Trainer Sven Köhler – einem ehemaligen Dresdner Mannschaftskollegen – bald zum Leistungsträger. Am Ende der Saison 2011/12 stieg Wagefeld mit den Hallensern in die 3. Liga auf. Dort war er Kapitän und galt als Leistungsträger. Sein Vertrag ist bis zum Jahr 2015 datiert, doch im Sommer 2014 gab der Verein bekannt, dass Wagefeld nicht mehr dem Kader angehöre. Grund war eine langwierige Verletzung, die dazu führte, dass seine Bezüge von der Berufsgenossenschaft übernommen wurden. Sein Abschied fand am 24. September 2014 bei einem Spiel des Halleschen FC gegen Dynamo Dresden statt.

## Sonstiges
Im Rahmen des Wettskandals, bei dem auch ehemalige Spieler von Dynamo Dresden ins Fadenkreuz der Justiz gerieten, wurde auch Wagefelds Wohnung durchsucht und seine Konten überprüft. Wagefeld konnte jedoch alle Verdachtsmomente ausräumen.
Seit Dezember 2011 ist Wagefeld verheiratet, Anfang 2012 wurde er Vater von zwei Mädchen (Zwillinge). Die Familie wohnt in Dresden.
Seit 1. Oktober 2014 studiert Wagefeld Event- und Sportmanagement an der BA Riesa.